# Манихи
Манихи (фр. Manihi) — атолл в архипелаге Туамоту (Французская Полинезия). Расположен в 500 км к северо-востоку от Папеэте.

## География
Манихи имеет форму овала. Длина острова составляет около 27 км, ширина — 8 км. Манихи представляет собой группу из 114 маленьких островков, или моту, площадью 13 км². В центре расположена крупная лагуна — 160 км². На юго-западе атолла находится проход Таирапа глубиной 60 м. Наиболее широко распространённое растение — кокосовая пальма.

## История
Первые поселенцы Манихи, полинезийцы, предположительно приплыли на остров в VII веке, хотя крупных археологических раскопок на атолле не проводилось. Европейским первооткрывателем Манихи стал Виллем Корнелис Схаутен, заметивший остров в 1616 году. С начала XIX века в лагуне острова добывается жемчуг. Развит туризм.

## Административное деление
Сегодня Манихи является административным центром коммуны, включающей в себя также атолл Ахе.
| Остров или риф | Площадь суши, км² | Площадь лагуны, км² | Население, чел. (2007) | Административный центр |
| -------------- | ----------------- | ------------------- | ---------------------- | ---------------------- |
| Манихи         | 13                | 160                 | 818                    | Паэуа                  |
| Ахе            | 12                | 138                 | 561                    | Тенукупара             |
| Коммуна Манихи | 25                | 298                 | 1379                   | Паэуа                  |

## Население
Численность населения — 818 человек (2007). Крупнейшее поселение — Паэуа (фр. Paeua).